# (2628) Kopal
(2628) Kopal ist ein Asteroid des Hauptgürtels, der am 25. Juni 1979 von den US-amerikanischen Astronomen Eleanor Helin und Schelte John Bus am Siding-Spring-Observatorium (IAU-Code 413) entdeckt wurde.
Der Asteroid wurde nach dem tschechischen Astronomen Zdeněk Kopal (1914–1993) benannt. Kopal leitete nach dem Zweiten Weltkrieg den Bereich Astronomie der University of Manchester und beriet in den 1960er Jahren die NASA im Vorfeld des Apollo-Programms als externer Experte.